# USS Stark (FFG-31)
La USS Stark (FFG-31) fue una fragata de la clase Oliver Hazard Perry de la Armada de los Estados Unidos que sirvió de 1982 a 1999. Se volvió conocida en 1987 a raíz de un incidente ocurrido durante la Operación Earnest Will.

## Historia
La fragata USS Stark perteneció a la clase Oliver Hazard Perry de la Armada de los Estados Unidos. Fue construida por Todd Shipyards Corporation de Seattle. La construcción comenzó con la puesta de quilla el 24 de agosto de 1979. Fue botada el 30 de mayo de 1980 y entró en servicio el 23 de octubre de 1982.

### Incidente de 1987
El 17 de mayo de 1987, un avión Mirage F1 iraquí hizo blanco en la Stark con dos misiles Exocet AM 39. La fragata estaba en el golfo Pérsico, apoyando la Operación Earnest Will. Un total de 37 tripulantes murieron.
El 7 de mayo de 1999, pasó a retiro. Fue desguazada en 2006.

## Galería de fotos

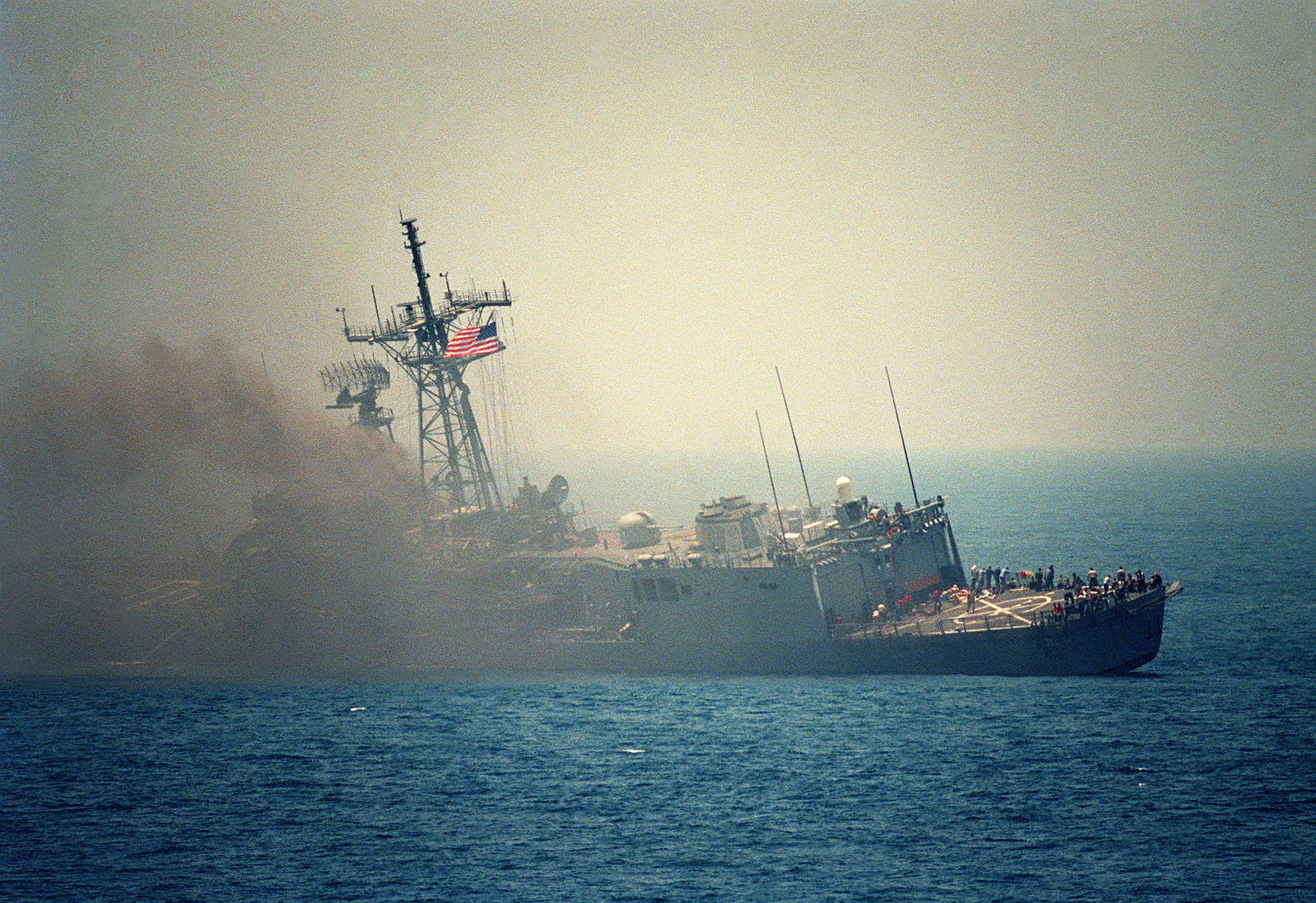
La fragata USS Stark tras el impacto de los misiles.
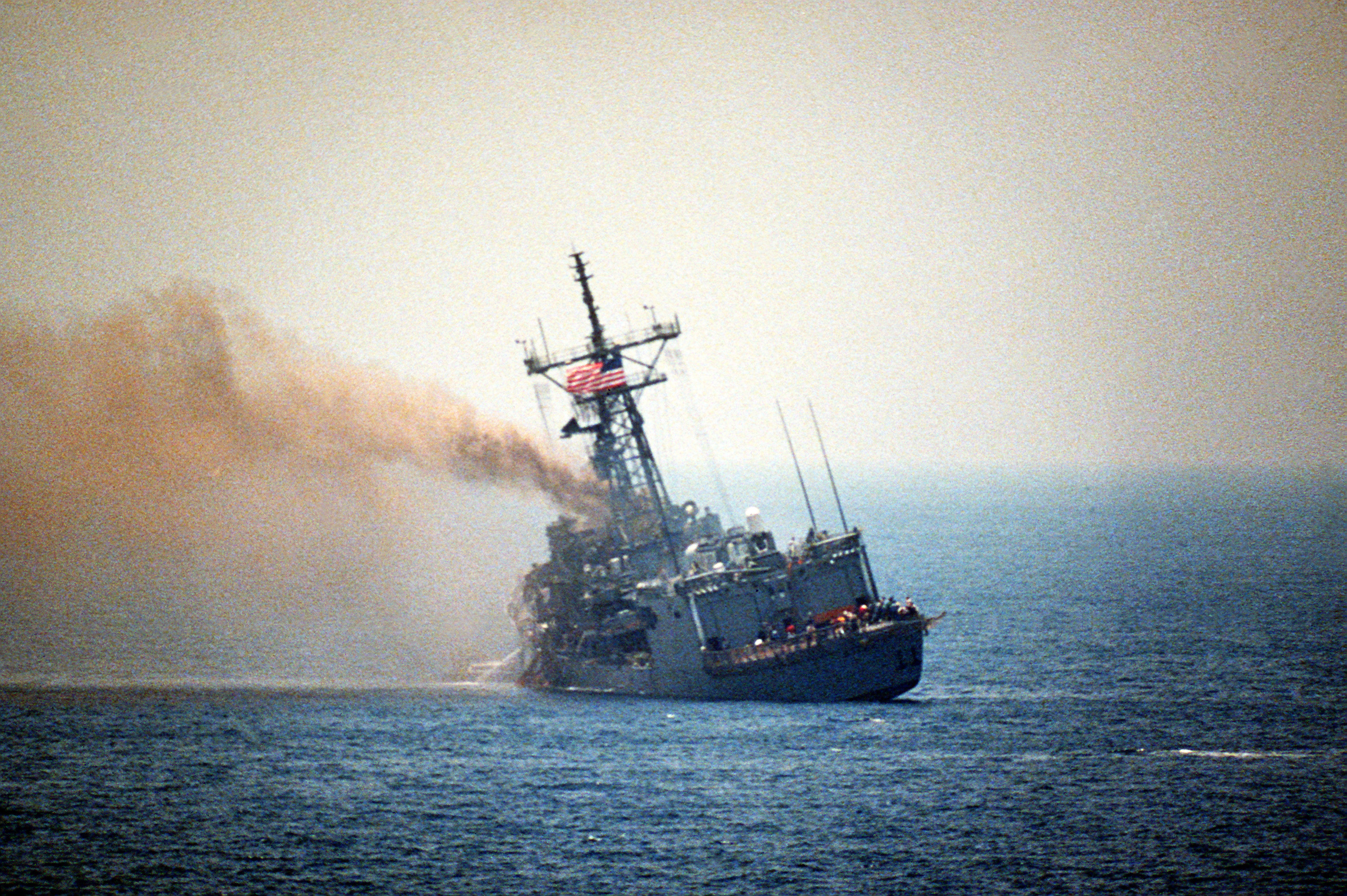
La fragata se escoró tras el ataque.
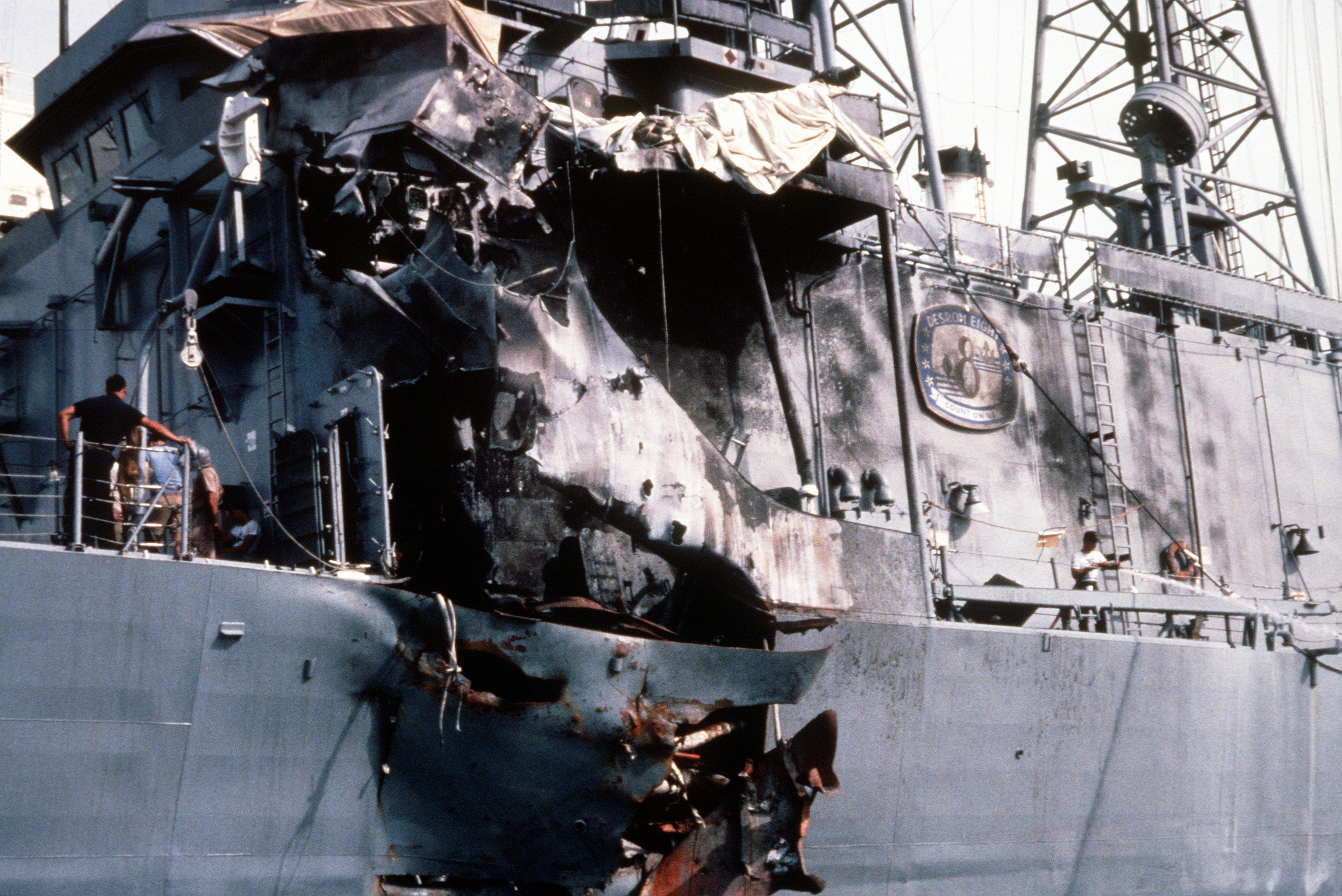
Daño causado por uno de los misiles exocet del avión iraquí.